# East (zespół muzyczny)
East – nieistniejąca już węgierska rockowa grupa muzyczna.

## Historia
East został założony w Segedynie w 1975 roku, początkowo jako zespół grający głównie w budapeszteńskim Parku Młodzieży okołoczterogodzinne solówki instrumentalne. Później zespół przeniósł się na stałe do Budapesztu. W 1979 roku do zespołu dołączył klawiszowiec Géza Pálvölgyi oraz pierwszy wokalista, Miklós Zareczky. W 1981 roku został wydany pierwszy album grupy, Játékok. Grupa rozpadła się w 1994 roku.

## Dyskografia
- A valóság hangjai/Szirének (singel, 1979)
- Játékok (1981)
- Blue Paradise (anglojęzyczny, 1982)
- Hűség (1982)
- Rések a falon (1983)
- Az áldozat (1984)
- 1986 (1986)
- A szerelem sivataga (1988)
- East ’56 / Wind of Change (singel, 1989)
- Taking the Wheel (1991)
- Radio Babel (1994)
- Két arc (koncertowy, 1995)

## Członkowie zespołu

### Ostatni
- Péter Móczán – gitara basowa (1975–1994)
- Géza Pálvölgyi – instrumenty klawiszowe (1980–1984, 1987–1994)
- Péter Dorozsmai – perkusja (1985–1994)
- Tamás Takáts – wokal (1986–1994)

### Wcześniejsi
- János Varga – gitara (1975–1986)
- István Király – perkusja (1975–1984)
- Béla Szakcsi Lakatos – instrumenty klawiszowe (1975–1976)
- Gusztáv Csík – instrumenty klawiszowe (1976–1977)
- Ferenc Császár – instrumenty klawiszowe (1977–1979)
- Gyula Balina – instrumenty klawiszowe (1980)
- Miklós Zareczky – wokal (1980–1983)
- József Tisza – wokal (1983–1985)
- István Németh – instrumenty klawiszowe (1984–1985)
- Ali Oláh – instrumenty klawiszowe (1985–1986)
- Sándor Homonyik – wokal (1985–1986)